# نگاشت غیرخطی
در ریاضیات، نگاشت {\displaystyle f:V\to W} از یک بردار فضایی مختلط به دیگری ضد-خطی یا نیمه‌خطی خوانده می‌شود اگر
{\displaystyle f(ax+by)={\bar {a}}f(x)+{\bar {b}}f(y)}
برای تمامی مقادیر a و b در C و تمامی مقادیر x و y در V، در جاییکه {\displaystyle {\bar {a}}} و {\displaystyle {\bar {b}}} اعداد مزدوج مختلط از a و b هستند. ترکیب دو نگاشت ضد-خطی، مختلط-خطی خوانده می‌شود.
یک نگاشت ضد-خطی {\displaystyle f:V\to W} ممکن است به صورت نگاشت خطی {\displaystyle {\bar {f}}:V\to {\bar {W}}} از {\displaystyle V} به فضای برداری مختلط مزدوج {\displaystyle {\bar {W}}} توصیف شود.
نگاشت ضد-خطی در مکانیک کوانتومی جهت مطالعه در time reversal و spinor calculus بکار می‌رود که در آن حوزه مرسوم است به جای سرکش معمول بالای حروف در فضای برداری از یک نقطه استفاده کنند.